# Gor'kij Park (Mosca)
Il Gor'kij Park (in russo Центральный Парк Культуры и Отдыха им. Горького?), o a volte anche detto Parco Gor'kij, è un parco divertimenti situato nel centro della città di Mosca, intitolato alla persona di Maksim Gor'kij.

## Storia

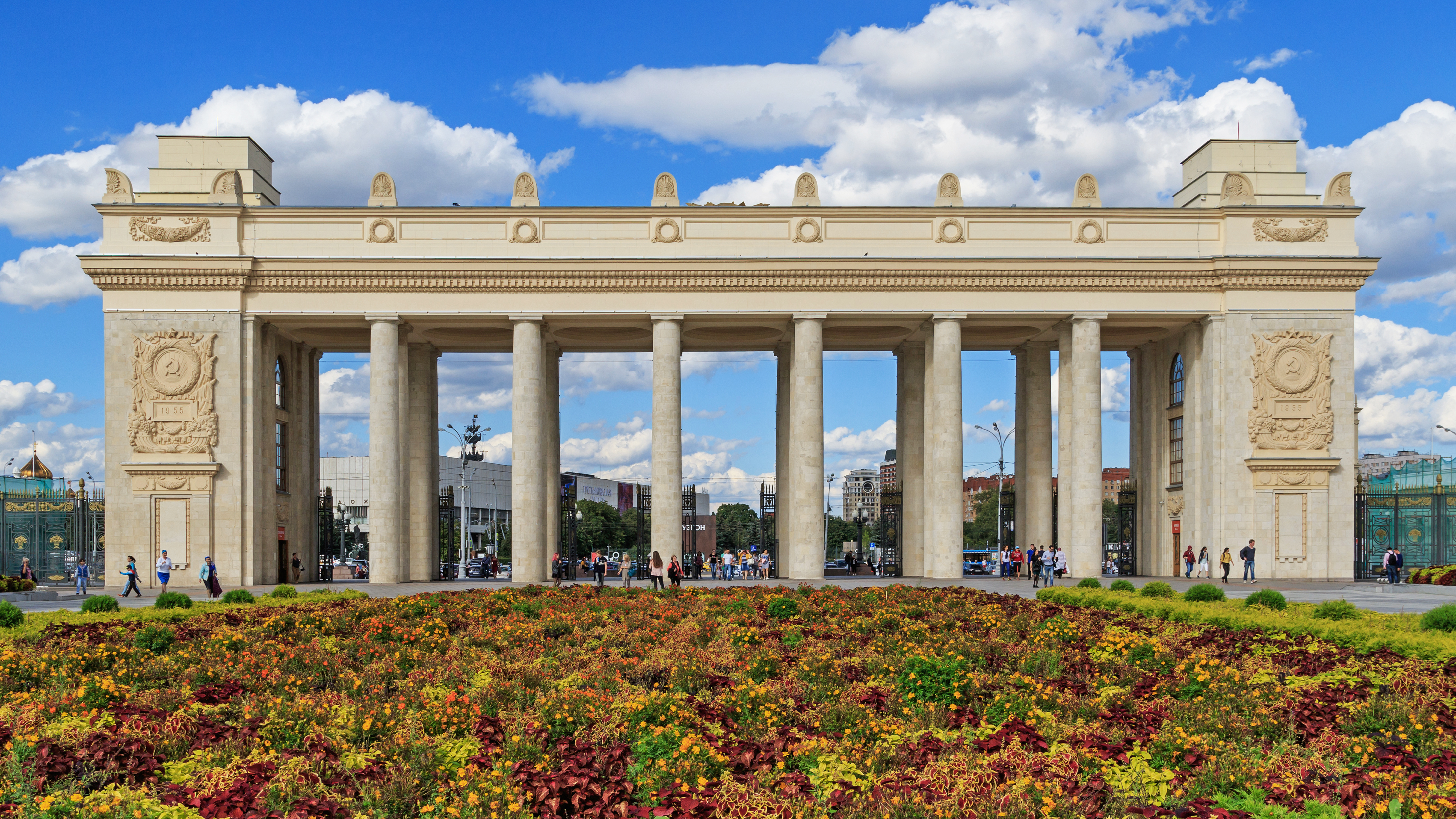
Entrata principale al Gor'kij Park

Il Gor'kij Park fu inaugurato nel 1928, precisamente nella zona di Krymskij Val. Ideato da Konstantin Mel'nikov, fu creato dalla fusione degli ampi giardini del vecchio ospedale Golicyn col palazzo Neskučnyj e copre un'area di 1,2 km² (300 acri) circa lungo il fiume Moscova.
Nel Gor'kij Park si tengono, pressoché giornalmente, fiere e gare di vario genere, con lo scopo di divertire e meravigliare il pubblico; è fornito inoltre di un'area da gioco per bambini, un'enorme ruota panoramica e l'OK-TVA, uno dei modelli (unità di prova) del programma Buran, che permette anche ai bambini d'entrare a far parte dell'"Esperienza Cosmica".
Durante il periodo invernale i sentieri s'allagano e gelano, ciò permette ai visitatori il pattinaggio sul ghiaccio attraverso il parco. La stazione della metropolitana più vicina è Park Kul'tury-Radial'naja.

## Curiosità
- Il parco è divenuto ampiamente conosciuto anche in occidente grazie al romanzo Gorky Park di Martin Cruz Smith.
- La famosa rock band tedesca degli Scorpions raggiunse un grande successo con il suo singolo Wind of Change, con riferimenti al Gorky Park alla luce dei cambiamenti socio-politici avvenuti in un'Europa orientale post-guerra fredda in seguito alla caduta del Muro di Berlino.
- "Gorky Park" è menzionato nella canzone Vodka di Morena Camilleri, che ha rappresentato Malta nell'Eurovision Song Contest 2008.
- Un riferimento al parco è presente nella canzone Dall'altra parte del gruppo musicale Pooh, contenuta nel disco Il colore dei pensieri del 1987.
- La band hair metal russa dei Gorky Park prende il nome proprio da questo parco.